# 白缘新园蛛
白缘新园蛛（学名：Neoscona subpullatus）为园蛛科新园蛛属的动物。分布于日本、朝鲜以及中国大陆的四川等地，常生活于山区农田和灌木丛。该物种的模式产地在日本。